# Huawei P9
Huawei P9 та Huawei P9 Plus — смартфони, розроблені компанією Huawei, що входять до флагманської серії камерофонів «P». Були представлені в Лондоні 6 квітня 2016 року.
В Україні смартфони були представлені 2 червня 2016 року в готелі Hilton, що розташований у Києві.
Починаючи з цих смартфонів, Huawei розпочали співпрацю з Leica для постачання останніми оптики смартфонам Huawei серії P та Mate. Також це перші смартфони Huawei з подвійною основною камерою.

## Дизайн

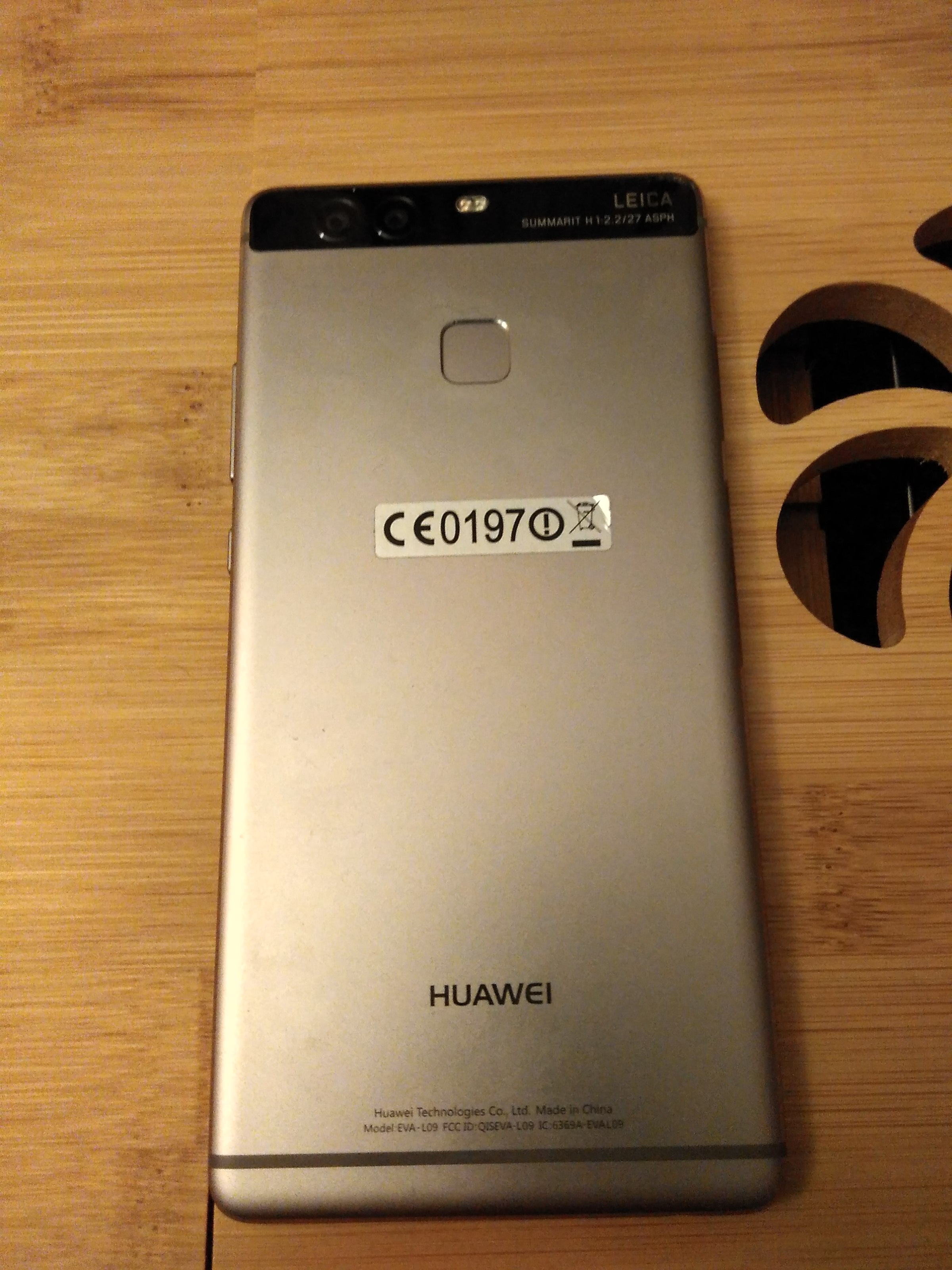
Задня панель Huawei P9

Екран виконаний зі скла. Корпус виконаний з алюмінію зі скляною вставкою зверху. Задня панель P9 Plus в кольорі Ceramic White виконана з кераміки.
Знизу розташований роз'єм USB-C, динамік, мікрофон та 3.5 мм аудіороз'єм. Зверху розміщений ІЧ-порт в Plus-моделі другий мікрофон. З лівого боку в залежності від версії розташований слот під 1 SIM-картку або гібридний слот під 2 SIM-картки або 1 SIM-картку і карту пам'яті формату microSD до 128 ГБ. З правого боку розміщені кнопки регулювання гучності та кнопка блокування смартфону. Сканер відбитків пальців знаходиться на задній панелі.
Також у P9 Plus на верхньому торці знаходиться ІЧ-порт.
В Україні Huawei P9 продавався в 3 кольорах: сірому (Titanium Grey), сріблястому (Mystic Silver) та золотому (Prestige Gold). Також смартфон існує в Rose Gold, червоному та синьому кольорах.
В Україні Huawei P9 Plus продавався в 3 кольорах: сірому (Quartz Grey), білому (Ceramic White) та золотому (Haze Gold).

## Технічні характеристики

### Платформа
Смартфони отримали процесор HiSilicon Kirin 955 та графічний процесор Mali-T880 MP4.

### Батарея
P9 отримав батарею об'ємом 3000 мА·год, а P9 Plus — 3400 мА·год. Також обидві моделі отримали підтримку швидкої зарядки на 18 Вт.

### Камера

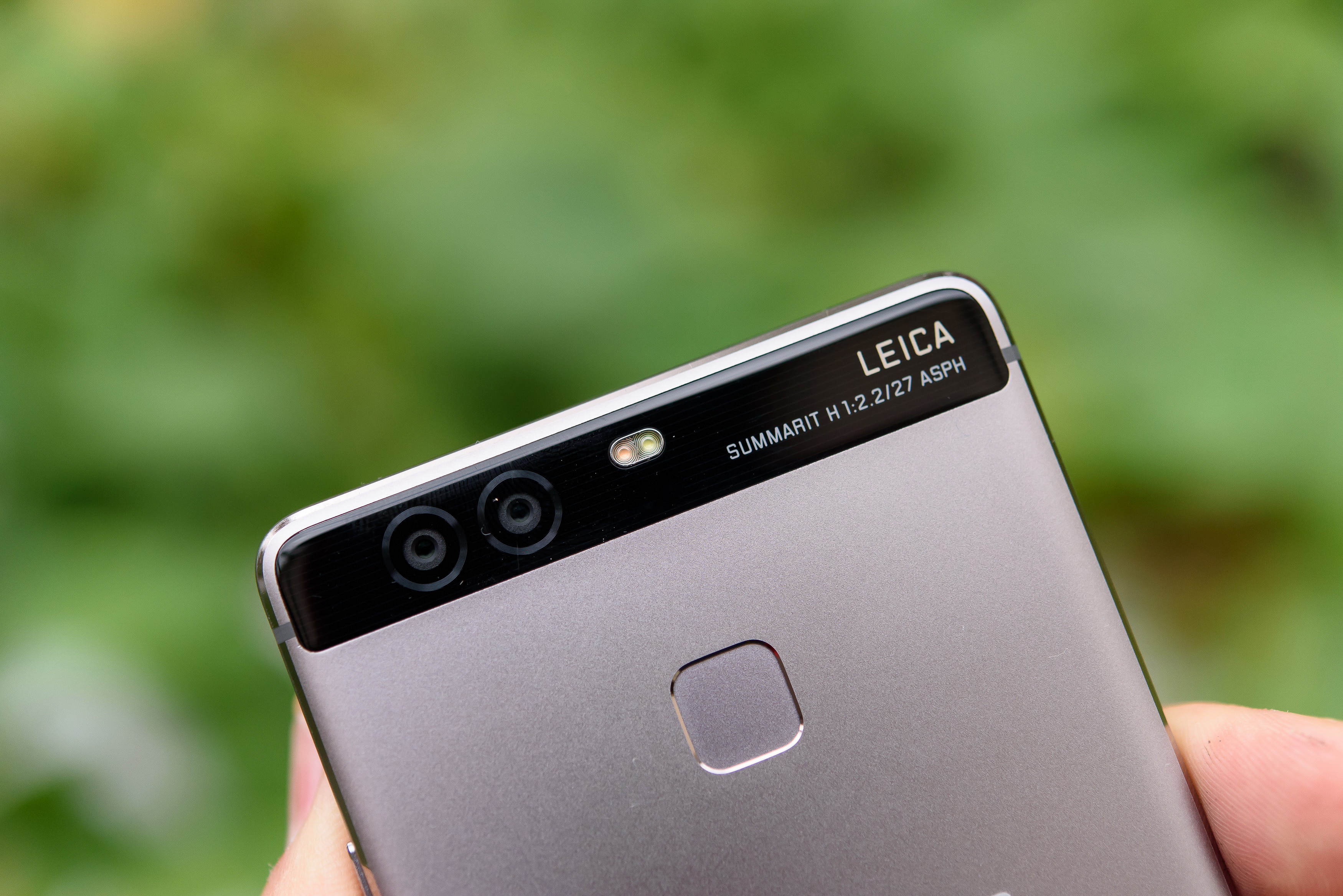
Основна камера Huawei P9 з логотипом Leica

Смартфони отримали основну подвійну камеру 12 Мп, f/2.2 (ширококутний) + 12 Мп, f/2.2 (чорно-білий ширококутний) з фазовим і лазерним автофокусом та можливістю запису відео в роздільній здатності 1080p@60fps у P9 та 1080p@30fps у P9 Plus.
Huawei P9 отримав фронтальну камеру 8 Мп, f/2.4, а P9 Plus — 8 Мп, f/1.9. Передні камери обох моделей вміють записувати відео в роздільній здатності 1080p@30fps.

### Екран
Huawei P9 отримав екран IPS-NEO LCD, 5.2", FullHD (1920 × 1080) зі щільністю пікселів 423 ppi та співвідношенням сторін 16:9.
Huawei P9 Plus отримав екран Super AMOLED, 5.5", FullHD (1920 × 1080) зі щільністю пікселів 401 ppi, співвідношенням сторін 16:9 та технологією Press Touch (аналог 3D Touch від Apple).

### Пам'ять
Huawei P9 продавався в комплектаціях 3/32 та 4/64 ГБ. В Україні була доступна тільки версія на 3/32 ГБ.
Huawei P9 Plus продавався в комплектації 4/64 ГБ.

### Програмне забезпечення
Смартфони були випущені на EMUI 4.1 на базі Android 6.0 Marshmallow. Були оновлені до EMUI 5 на базі Android 7.0 Nougat.

## Рецензії
Оглядач з інформаційного порталу ITC.ua поставив Huawei P9 5 балів з 5. До мінусів він відніс тільки заплутаність інтерфейсу і його схожість з iOS. До плюсів оглядач відніс дизайн, матеріали корпусу, якість збірки, дисплей, продуктивність, підтримку карт пам'яті, дві основні камери, дуже швидкий сканер відбитків пальців та автономність. У висновку він сказав, що це «…стильний та продуктивний смартфон, головна відмінність якого від конкурентів заключається в системі з двох камер (монохромної та кольорової) з лінзами Leica.»
Оглядач з інформаційного сайту НВ поставив Huawei P9 8 балів з 10. Він похвалив смартфон за хорший екран, дизайн, збірку, камери та продуктивність. У висновку було сказано, що смартфон фотографує на рівні конкурентів при цьому його ціна дешевша в порівнянні з конкурентом Samsung Galaxy S7.